# عبدالرحمن، آلوس
عبدالرحمن، آلوس (به لاتین: Abdurrahman, Ulus) در ترکیه با جمعیت ۲۳۴ نفر است که در bartın province واقع شده‌است.